# RNP messaggero
L'RNP messaggero (ribonucleoproteina messaggera) è l'mRNA legato a proteine. L'mRNA non esiste "nudo" in vivo ma è sempre legato da varie proteine mentre viene sintetizzato, maturato, esportato e tradotto nel citoplasma.

## Descrizione
Quando l'mRNA viene sintetizzato dalla RNA polimerasi, l'mRNA nascente è già legato dagli enzimi di modificazione (capping) all'estremità 5' che inseriscono la 7-metil-guanosina. Successivamente, il pre-mRNA è legato dallo spliceosoma, il quale è provvisto di complessi che distinguono introni ed esoni ed altre proteine e RNA che catalizzano le reazioni chimiche dello splicing. Joan Steitz e Michael Lerner e collaboratori hanno dimostrato che i piccoli RNA nucleari (snRNA) sono complessati in piccole proteine nucleari ribonucleari (snRNPs). Christine Guthrie e collaboratori hanno dimostrato che degli snRNA specifici sono codificati da geni a copia singola in lievito assieme al proprio pre-mRNA e dirigono ogni fase dello splicing. L'mRNA maturato è legato da un altro set di proteine che ne aiutano l'esportazione dal nucleo al citoplasma. Nei vertebrati la giunzione esone-esone è contrassegnata dai cosiddetti complessi di giunzioni esonici che nel citosol possono scatenare il decadimento mediato da un nonsenso se la giunzione esone-esone è più di 50-55 nt a valle del codone di arresto.